# دوري المؤسسات - بغداد 1968–69
دوري الاتحاد العراقي الممتاز 1968–69 هو الموسم الحادي والعشرين من دوري المؤسسات في بغداد. شارك في البطولة أحد عشر فريقًا. كان مقررا ان يكون الدوري بنظام الدوري وجرت منه ثلاثة ادوار ولكن تم الغاء البطولة بقرار من الاتحاد وتم تنظيم بطولة أخرى جرت بطريقة التسقيط الزوجي.
فاز آليات الشرطة على القوة الجوية بنتيجة 3–1 في النهائي ليفوز باللقب للمرة الثانية على التوالي. لاعب القوة الجوية هشام عطا عجاج كان هداف المنافسة برصيد 4 اهداف.

## نظام الدوري
كان مقررا ان يكون الدوري بنظام الدوري وجرت منه ثلاثة ادوار تصدرها القوة الجوية بثلاث انتصارات (6 نقاط) وسجل لاعب القوة الجوية هشام عطا عجاج ثلاثية لفريقه في المباراة الأولى. آليات الشرطة أيضا لعب ثلاث مبارايات فاز في واحده (4–0 ضد نادي الأمة) وخسر في واحدة وتعادل في واحده (3 نقاط).
فيما يلي نتائج الجولة الأولى من الدوري:
| الجولة | فريق 1           | نتيجة | فريق 2          |
| ------ | ---------------- | ----- | --------------- |
| 1      | القوة الجوية     | 5–2   | الفرقة الخامسة  |
| 1      | مصلحة نقل الركاب | 1–1   | آليات الشرطة    |
| 1      | الفرقة الثالثة   | 1–0   | السكك الحديد    |
| 1      | البريد والبرق    | 1–0   | الأمة           |
| 1      | القوة السيارة    | 0–2   | الكلية العسكرية |

## نظام التسقيط الزوجي
تم الغاء البطولة الأصلية بقرار من الاتحاد بداعي عدم وجود الاموال الكافية لتمشية تكملة باقي المباريات وتم تنظيم بطولة أخرى جرت بطريقة التسقيط الزوجي، وكان مقررا بنظام البطولة إذا انتهت أي مباراة بالتعادل تحسم النتيجة بالقرعة. وفي أحد الايام جرت مبارتين بيوم واحد على ملعب الكشافة. مباراة بين مصلحة نقل الركاب والقوة الجوية انتهت بالتعادل وفاز مصلحة نقل الركاب بالقرعة. وجرت بعدها مباشرة مباراة اليات الشرطة والبريد والبرق وانتهت بالتعادل السلبي ولكن الاتحاد قرر إعادة المباراة بسبب الغاء الهدف المثير للجدل من لاعب البريد والبرق كاظم عبود. رفض البريد والبرق ذلك وقرر الانسحاب من البطولة. كما انسحب فريق الأمة وفريق الفرقة الثالثة من البطولة.

### المراكز الثلاثة الأولى
| مركز | فريق             | نتيجة |
| ---- | ---------------- | ----- |
| 1    | آليات الشرطة     | البطل |
| 2    | القوة الجوية     |       |
| 3    | مصلحة نقل الركاب |       |

### مباريات

#### النهائي
| آليات الشرطة              | 3–1 | القوة الجوية |
| ------------------------- | --- | ------------ |
| عزيز (جزاء.) · شند · حسين |     | عبد الله     |